# 小田久郎
小田 久郎（おだ きゅうろう、1931年2月27日 - 2022年1月18日）は、日本の詩人。思潮社の創業者である。

## 経歴
1931年、東京都に生まれた。早稲田大学文学部卒業。投稿雑誌『文章倶楽部』で編集者を務めた。1956年、詩集『10枚の地図』を出版した。同年、思潮社を設立。1959年、雑誌『現代詩手帖』を創刊した。1995年、著書『戦後詩壇私史』で大佛次郎賞を受賞した。
2022年1月18日、肺炎により東京都内の病院で死去。90歳没。訃報は『現代詩手帖』2023年4月号で公表された。

## 著書
- 『10枚の地図』（ユリイカ、1956年）
- 『戦後詩壇私史』（新潮社、1995年）

## 受賞
- 1995年 - 第22回大佛次郎賞（『戦後詩壇私史』）[10]
- 2021年 - 第59回歴程賞[11]

## 関連文献
- 「特集 小田久郎と現代詩の時代」『ユリイカ』、青土社、2023年8月、ISBN 9784791704354。